# Josef Braun (Politiker, 1889)
Josef Braun (* 23. August 1889 in Zeiskam; † 31. Juli 1955 in Mannheim) war ein deutscher Ingenieur und Politiker. Von 1945 bis 1948 war er der erste Oberbürgermeister von Mannheim nach dem Zweiten Weltkrieg.

## Leben und Beruf

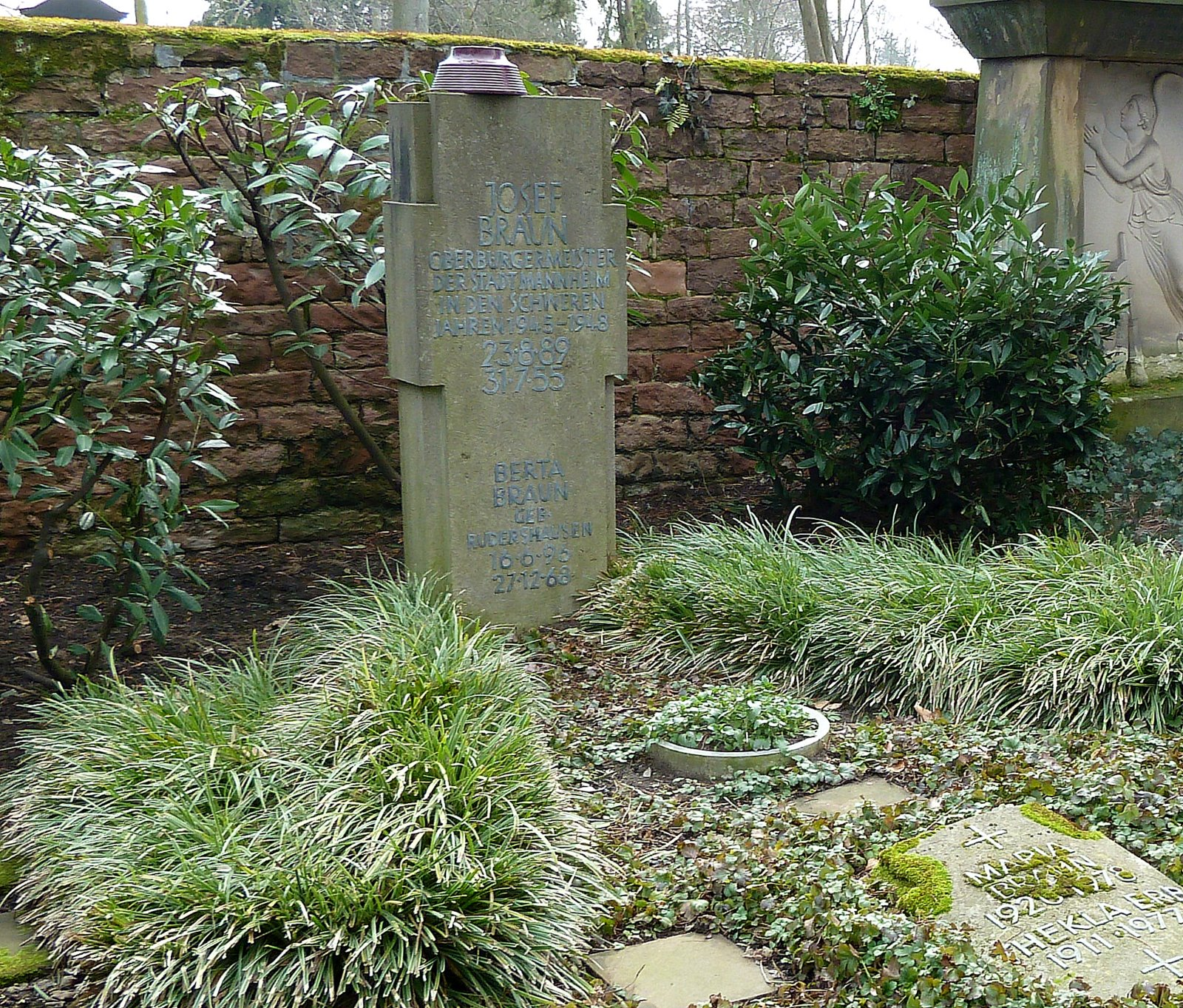
Grab Brauns in Mannheim

Braun war Sohn eines Bauern. Nach der Volksschule in Zeiskam absolvierte er eine Mechanikerlehre in Neustadt und besuchte dort eine Fortbildungsschule. Anschließend war er als Techniker tätig und studierte von 1908 bis 1911 an der Ingenieurschule Mannheim. Danach war er bis 1945 als Ingenieur bei den Mannheimer Stadtwerken beschäftigt und war in der Bauabteilung für den Rohrnetzbetieb zuständig, zuletzt als Stadtoberbaurat. Nach dem versuchten Staatsstreich gegen Adolf Hitler vom 20. Juli 1944 wurde er im Rahmen der „Aktion Gewitter“ kurzzeitig inhaftiert und verhört.
Braun war tief gläubiger Katholik, verheiratet mit Berta geborene Rudershausen (1896–1968) und hatte drei Kinder. Sein Grab auf dem Hauptfriedhof Mannheim schmückt eine kreuzförmige Stele von P. Geißler.

## Politik
Josef Braun war für das Zentrum von 1919 bis 1933 Stadtrat in Mannheim. Am 31. März 1945 wurde er von der amerikanischen Militärregierung zum Mannheimer Oberbürgermeister ernannt. Im Oktober des gleichen Jahres war er Gründungsmitglied der CDP, der Vorläuferin der Mannheimer CDU. 1946 war er ernanntes Mitglied der Vorläufigen Volksvertretung für Württemberg-Baden und wurde dort zum stellvertretenden Vorsitzenden gewählt. Bei der ersten Oberbürgermeister-Wahl am 10. Juli 1946 wurde er – damals noch – vom Gemeinderat mit den Stimmen von CDU, FDP und SPD gewählt. Braun sah seine Hauptaufgabe darin den Hunger in der Nachkriegszeit zu bewältigen und den Wiederaufbau voranzutreiben. Bei der Direktwahl am 1. Februar 1948 unterlag Braun mit 43,4 Prozent der Stimmen dem Gegenkandidaten der SPD Fritz Cahn-Garnier.
1948/49 war er Mitglied des Wirtschaftsrats der Bizone und dort stellvertretender Vorsitzender des Beamtenrechtsausschusses. Bei der ersten Wahl zum Deutschen Bundestag 1949 kandidierte er erfolglos im Wahlkreis Mannheim-Land. 1951 wurde er mit der höchsten Stimmenzahl in den Mannheimer Gemeinderat gewählt, dem er bis zu seinem Tode angehörte. Josef Braun war bis zur Wahl von Christian Specht im Jahr 2023 der einzige Mannheimer Oberbürgermeister, der von der CDU gestellt wurde.

## Ehrungen
Die Wirtschaftshochschule Mannheim  ernannte Braun 1949 zum Ehrensenator. Die Stadt Mannheim benannte 1957 das Josef-Braun-Ufer nach ihm.